# Asplenium werneri
Asplenium werneri är en svartbräkenväxtart som beskrevs av Eduard Rosenstock. Asplenium werneri ingår i släktet Asplenium och familjen Aspleniaceae. Inga underarter finns listade.